# No Place for Father
No Place for Father è un cortometraggio muto del 1913 diretto da Lionel Barrymore. Prodotto dalla Biograph Company, fu distribuito dalla General Film Company  e uscì in sala il 10 novembre 1913.

## Produzione
Il film fu prodotto dalla Biograph.

## Distribuzione
Distribuito dalla General Film Company, il film - un cortometraggio di una bobina - uscì nelle sale cinematografiche USA il 10 novembre 1913.
Non si conoscono copie ancora esistenti della pellicola che viene considerata presumibilmente perduta.